# Гомила (будизам)
Израз "сноп" или "гомилиште" (санскрит: पञ्चस्कन्धी skandha, пали: khandhā) у будизму означава људско биће уопште.
Према Будином учењу, човек се састоји од пет гомила (пет састојака егзистенције): тела, осећаја, опажања, менталних творевина и свести. Прва је материјална, а остале су психичке компоненте. Буда упоређује тако сложене структуре бића са свежњевима трстике, који стоје усправно тако да "један подупире други" (S. II:114).
Доживљај себе делује јединствено, али је сачињен од ових пет гомила. Иако комбинација ових гомила чини основу настанка ега, оне не сачињавају, ни понаособ ни заједно, никакво истинско сопство и иза ових стално мењајућих чинилаца не постоји никакав трајни идентитет нити суштина. Оно што називамо "ја" само је конвенционални назив за њихову комбинацију (види несопство), а патња настаје када неко поистовети себе са ових пет гомила. Према Буди: „пет састојака бића подложних везивању јесу патња.”
Постоји само непрестан ток ових чинилаца, који се од незапамћеног времена понавља (види самсара), што се наставља и после смрти у непојмљиво дугом периоду времена (види препорађање).
Израз име-облик (намарупа) се користи да означи присутност пет гомила.

## Етимологија
Реч khanda се у пали језику користила у значењу гомила, хрпа, наслага, скуп, свежањ, сноп, нарамак... Тек јој је Буда дао ново, психолошко значење, у смислу хрпе чинилаца која сачињава човека.

## Пет гомила
Пет гомила, заједно набацаних, чине човека. Из поистовећивања са њима, настаје патња. Ове гомиле су:
1. тело (пали: rūpa - облик, тело), које је и само гомила елемената. Приањање настаје услед поистовећивања себе са телом.
2. осећаји (пали: vedanā); вид, слух, мирис, укус, додир и представа; настају захваљујући контакту чула са светом (у чула се убраја и ум); могу бити пријатни, болни или равнодушни. Приањање настаје услед везаности за осете.[7]
3. опажаји (пали: saññā); попут осета, и они настају контактом чула са светом. Опажаји разлучују објекте на физичке и менталне.
4. творевине (пали: saṅkhāra - творевине, менталне конструкције); За разлику од осета и опажаја, који не стварају кармичке последице, мисаоне радње могу имати последице. Моралне особине, осети, опажања и свест одређени су творевинама ума.[2] Приањање настаје услед везивања за мисли и поистовећивања себе са мислима.
5. свест (пали: viññāṇa) - за свој предмет има један од шест опажених феномена (слику, звук, мирис, укус, опипљиво или идеју). Мења се из часа у час, и не чини трајну суштину. Приањање настаје услед везивања за свест, или узимањем свести за своју суштину (сопство).

У пет "гомила" људског бића спадају један материјални (тело) и четири ментална феномена (осећај, опажај, ментални обрасци и свест). Скупним деловањем психофизичких чинилаца у тих пет гомила настаје емпиријски доживљај себе, чија се бит у будизму пориче.
Комбинација ових гомила представља људску јединку у неком тренутку живљења; на различитим ступњевима живота она испољава другачији изглед и обележја. Овај ток непрестане промене видљив је очима, уз разлике код појединца као дојенчета, младића, зрелог човека и старца. Према будизму, не постоји субјекат који би стајао иза тога (види аната).

## Будино учење
Према Будиним речима, човек је само конвенционални назив за хрпу елемената:
Као што се одређени склоп делова назива колима, тако се у употребљава уобичајени назив човек кад се појаве ове скупине.— Сидарта Гаутама
Човек развија жудњу и страст за ових пет гомила, што ствара сметњу уму:
Жудња и страст за обликом, за осетом, за опажајем, за менталним творевинама, за свешћу, јесте сметња уму. Када монах напусти менталне сметње, ум постаје употребљив за оне ствари које треба сазнати непосредним знањем.— Сидарта Гаутама
Буда је учио да су облик, осећај, опажај, обрасци и свест пролазни. Оно што је пролазно је болно, а оно што је пролазно, болно и по природи подложно промени, није исправно сматрати својим нити сопством.

## Схватање тераваде
Пет скупина представљају корисне аналитичке категорије, али су саме по себи тек пуки појмови, као што је и „јединка“ само појам, а не поседује континуирану реалност.
"Постоји патња, али не и онај ко пати;
постоје дела, али не и њихов починитељ." (Будагоша)
По теравадинском схватању, коначни елементи постојања су дхаме и оне представљају атоме чије су кхандхе скупине или збирови.

## Схватање махајане
Школа мадхјамике која припада махајани критиковала је тераваду јер не устрајава на аналитичком методу до краја, већ се произвољно заустављају код дхама као „атома“.